# 硬叶兰
硬叶兰（学名：Cymbidium bicolor ssp. obtusum）为兰科兰属下的一个亚种。

## 扩展阅读
- 維基物種上的相關：硬叶兰